# Robert Lansdorp
Pour les articles homonymes, voir Lansdorp.
Robert Lansdorp, né le 12 novembre 1938 en Indonésie (alors Indes orientales néerlandaises) et mort le 16 septembre 2024, est un entraîneur de tennis américain.
Il a entraîné de nombreux champions et championnes de tennis, et a notamment travaillé auprès de quelques pointures du tennis, puisqu'il a conseillé quatre numéro un mondiaux : Tracy Austin, Pete Sampras, Lindsay Davenport et Maria Sharapova.
Il est reconnu comme l'un des entraîneurs les plus influents de l'ère Open. Il est basé en Californie, près de Los Angeles.

## Biographie

### Carrière
Né aux Indes néerlandaises (aujourd'hui Indonésie), Lansdorp s'installe ensuite en Californie et devient entraineur de tennis. Il acquiert une renommée internationale en 1979, lorsque son élève Tracy Austin devient la plus jeune championne de l'histoire de l'US Open, à l'âge de 16 ans. Il a ensuite entraîné d'autres pros, notamment Pete Sampras, Lindsay Davenport, Maria Sharapova, Eugenie Bouchard et Julia Boserup.
Réputé pour sa discipline, Lansdorp insistait sur la discipline, la répétition incessante et la puissance des coups de fond de court. Tracy Austin a notamment déclaré à son sujet : « Vous savez qu'il va vous rendre plus résistant, plus fort mentalement. Je pense qu'il est le meilleur entraîneur pour enseigner les coups de fond de court dans l'histoire du jeu ».

### Récompenses
Lansdorp a reçu le prix USTA Lifetime Achievement Award en 2005 [réf. nécessaire] et a été honoré en tant que membre de l'équipe américaine "Coaching Legend" aux côtés de Nick Bollettieri, Jerry Baskin et Jack Sharpe lors de la réception inaugurale de Team USA Coaching Legend en 2013 à Indian Wells, en Californie.

### Disparition
Lansdorp meurt le 16 septembre 2024, à l'âge de 85 ans.

## Controverses
En 2004, Lansdorp a déclaré : « Je n'ai jamais rien reçu d'un seul joueur. Pas même un cadeau de 500 $. Ils sont tous multimillionnaires, mais je n'ai jamais rien reçu. Et je vous le dis, si Maria ne met pas une Mercedes décapotable dans mon allée, je vais me tirer une balle dans la tête ».
En 2013, il a publiquement critiqué le programme de développement des joueurs de l'United States Tennis Association, alors sous la direction du directeur général Patrick McEnroe, en déclarant que la loi de 2012 exigeant que les joueurs de moins de dix ans jouent sur des courts miniatures avec des balles légères à point vert est « inadéquate pour les enfants très talentueux ». Sharapova, Monica Seles et les sœurs Williams, a-t-il noté, étaient très compétitives sur des courts et des équipements standards dès l'âge de 7 ans.

## Liste des champions de tennis ayant été entraînés par Robert Lansdorp
| - Tracy Austin - Anna Chakvetadze | - Lindsay Davenport - Justin Gimelstob | - Anastasia Myskina - Jeff Tarango | - Brian Teacher - Eliot Teltscher | - Pete Sampras - Maria Sharapova |  |